# Lepidosaphes corrugata
Lepidosaphes corrugata är en insektsart som beskrevs av Green 1904. Lepidosaphes corrugata ingår i släktet Lepidosaphes och familjen pansarsköldlöss. Inga underarter finns listade i Catalogue of Life.